# Premier 15s 2019-20
La Premier 15s 2019-20 fue la tercera edición del torneo profesional de rugby femenino de Inglaterra.
El torneo fue cancelado debido a la pandemia de COVID-19 en el Reino Unido.

## Sistema de disputa
Cada equipo disputó sus encuentros frente a cada uno de los rivales en condición de local y de visitante, posteriormente los mejores cuatro equipos clasificaron a los postemporada para definir al campeón del torneo
Puntuación
Para ordenar a los equipos en la tabla de posiciones se los puntuará según los resultados obtenidos.
- 4 puntos por victoria.
- 2 puntos por empate.
- 0 puntos por derrota.
- 1 punto bonus por ganar haciendo 3 o más tries que el rival.
- 1 punto bonus por perder por siete o menos puntos de diferencia.

## Desarrollo

### Fase regular
| Pos. | Equipo                  | Encuentros | Encuentros | Encuentros | Encuentros | Tantos | Tantos | Tantos | PB | Puntos |
| Pos. | Equipo                  | PJ         | PG         | PE         | PP         | F      | C      | Dif    | PB | Puntos |
| ---- | ----------------------- | ---------- | ---------- | ---------- | ---------- | ------ | ------ | ------ | -- | ------ |
| 1    | Saracens                | 12         | 12         | 0          | 0          | 515    | 183    | +332   | 11 | 59     |
| 2    | Harlequins              | 12         | 11         | 0          | 1          | 603    | 140    | +463   | 13 | 57     |
| 3    | Loughborough Lightning  | 12         | 8          | 0          | 4          | 494    | 222    | +272   | 11 | 43     |
| 4    | Gloucester-Hartpury     | 12         | 8          | 0          | 4          | 362    | 210    | +152   | 7  | 39     |
| 5    | Wasps RFC               | 12         | 7          | 0          | 5          | 356    | 216    | +140   | 8  | 36     |
| 6    | DMP Durham Sharks       | 12         | 5          | 0          | 7          | 226    | 420    | -194   | 4  | 24     |
| 7    | Bristol Bears           | 12         | 4          | 0          | 8          | 242    | 302    | –60    | 7  | 24     |
| 8    | Worcester Warriors      | 12         | 3          | 0          | 9          | 214    | 454    | –240   | 4  | 16     |
| 9    | Richmond                | 12         | 1          | 0          | 11         | 109    | 414    | –305   | 2  | 6      |
| 10   | Firwood Waterloo Ladies | 12         | 1          | 0          | 11         | 100    | 660    | –560   | 1  | 5      |